# ETD Transformátory
ETD TRANSFORMÁTORY a.s. je česká elektrotechnická firma, zabývající se výrobou transformátorů, tlumivek a reaktorů. 

## Vznik
V roce 1873 spustila výrobu kruhová cihelna Emila Škody v Doudlevcích  na okraji Plzně. V roce 1914 patřily pozemky a budovy cihelny Akciové společnosti, dříve Škodovy závody v Plzni. Společnost se chtěla věnovat zbrojní výrobě, a tak pronajala  pozemky a budovy cihelny Spojeným strojírnám, akciové společnosti. Spojeným strojírnám prodala také strojírnu, kotlárnu a strojírnu. Společnost Spojené strojírny na pozemku v Doudlevcích postavila v letech 1918–1919 budovy pro elektrotechnickou výrobu. Vznikla i moderní budova se železobetonovým skeletem. Dne 8. listopadu 1920 vznikla společnost Elektrotechnická Továrna Doudlevce (ETD).

## Výroba
V roce 1921 Akciová společnost, dříve Škodovy závody v Plzni přehodnotila svou strategii a rozhodla se zapojit do výroby elektrotechnických zařízení. výsledkem byla fúze se Spojenými strojírnami, které vlastnily ETD.
Produkce ETD zahrnovala technické návrhy a výrobu velkých zařízení do elektrotechnického průmyslu. První transformátor byl vyroben v roce 1923 a první trakční transformátor v roce 1965. Následovalo rozhodnutí upustit od široké škály produktů a zaměřit se na výrobu transformátorů, tlumivek a reaktorů. Od roku 2004 je společnost členem holdingu International BEZ Group, se sídlem v Bratislavě. Celkový počet zaměstnanců je 168, z toho je 89 výrobních zaměstnanců a 78 nevýrobních.